# Теорија музичких скупова
Теорија музичких скупова пружа концепте за категоризацију музичких објеката и описивање њихових односа. Хауард Хансон је први разрадио многе концепте за анализу тоналне музике. Други теоретичари, као што је Ален Форте, даље су развили теорију за анализу атоналне музике, ослањајући се на дванаесттонску теорију Милтона Бебита. Концепти теорије музичких скупова су веома општи и могу се применити на тоналне и атоналне стилове у било ком систему једнаке темперације, а у извесној мери и шире од тога.
Једна грана теорије музичких скупова бави се колекцијама (скуповима и пермутацијама) висина и класа висина (теорија скупова класа висина), које могу бити уређене или неуређене, и могу се повезати музичким операцијама као што су транспозиција, мелодијска инверзија и комплементација. Неки теоретичари примењују методе теорије музичких скупова и на анализу ритма.

## Поређење са математичком теоријом скупова
Иако се теорија музичких скупова често сматра применом математичке теорије скупова на музику, постоје бројне разлике између метода и терминологије ове две области. На пример, музичари користе термине транспозиција и инверзија тамо где би математичари користили транслацију и рефлексију. Такође, где теорија музичких скупова говори о уређеним скуповима, математика би се нормално позвала на n-торке или низове (иако математика говори о уређеним скуповима, и иако се они могу у неком смислу сматрати да укључују музичку врсту, они су далеко сложенији).
Штавише, теорија музичких скупова је ближе повезана са теоријом група и комбинаториком него са математичком теоријом скупова, која се бави питањима као што су, на пример, различите величине бесконачно великих скупова. У комбинаторици, неуређени подскуп од n објеката, као што су класе висина, назива се комбинација, а уређени подскуп пермутација. Теорију музичких скупова је боље сматрати применом комбинаторике на теорију музике него граном математичке теорије скупова. Њена главна веза са математичком теоријом скупова је употреба речника теорије скупова за разговор о коначним скуповима.

## Типови скупова
Основни концепт теорије музичких скупова је (музички) скуп, који представља неуређену колекцију класа висина. Тачније, скуп класа висина је нумеричка репрезентација која се састоји од различитих целих бројева (тј. без дупликата). Елементи скупа могу се у музици манифестовати као симултани акорди, узастопни тонови (као у мелодији), или обоје. Нотационе конвенције варирају од аутора до аутора, али скупови се обично затварају у витичасте заграде: {}, или у угласте заграде: [].
Неки теоретичари користе шиљате заграде ⟨ ⟩ за означавање уређених низова, док други разликују уређене скупове раздвајањем бројева размацима. Тако би се неуређени скуп класа висина 0, 1 и 2 (који у овом случају одговарају тоновима C, C♯ и D) могао записати као {0,1,2}. Уређени низ C-C♯-D би се записао као ⟨0,1,2⟩ или (0,1,2). Иако се C у овом примеру сматра нулом, то није увек случај. На пример, комад (било тонални или атонални) са јасним тоналним центром F би се најкорисније анализирао са F постављеним на нулу (у том случају би {0,1,2} представљало F, F♯ и G. (За употребу бројева за представљање нота, погледајте класа висина.)
Иако теоретичари скупова обично разматрају скупове једнако темперираних класа висина, могуће је разматрати и скупове висина, класе висина које нису једнако темпериране, ритмичке почетке, или „класе удара”.
Скупови са два елемента називају се дијаде, скупови са три елемента трикорди (понекад „тријаде”, иако се ово лако меша са традиционалним значењем речи тризвук). Скупови веће кардиналности називају се тетракорди, пентакорди, хексакорди, хептакорди (или понекад, мешањем латинских и грчких корена, „септакорди” — нпр. Џон Ран), октакорди, нонакорди, декакорди, ундекакорди и, на крају, додекакорд.

## Основне операције
Основне операције које се могу извршити на скупу су транспозиција и инверзија. За скупове повезане транспозицијом или инверзијом каже се да су транспозиционо повезани или инверзионо повезани и да припадају истој класи скупа. Пошто су транспозиција и инверзија изометрије простора класа висина, оне чувају интервалску структуру скупа, чак и ако не чувају музички карактер (тј. физичку реалност) елемената скупа. Ово се може сматрати централним постулатом теорије музичких скупова. У пракси, музичка анализа заснована на теорији скупова често се састоји у идентификацији неочигледних транспозиционих или инверзионих односа између скупова који се налазе у неком делу.
Неки аутори разматрају и операције комплементације и мултипликације. Комплемент скупа X је скуп који се састоји од свих класа висина које нису садржане у X. Производ две класе висина је производ њихових бројева класа висина модуло 12. Пошто комплементација и мултипликација нису изометрије простора класа висина, оне не морају нужно очувати музички карактер објеката које трансформишу. Други писци, као што је Ален Форте, наглашавали су З-релацију, која постоји између два скупа који деле исти укупни интервалски садржај, или интервалски вектор — али нису транспозиционо или инверзионо еквивалентни. Други назив за овај однос, који је користио Хансон, је „изомерни”.
Операције на уређеним низовима класа висина такође укључују транспозицију и инверзију, као и ретроградацију и ротацију. Ретроградација уређеног низа обрће редослед његових елемената. Ротација уређеног низа је еквивалентна цикличној пермутацији.
Транспозиција и инверзија се могу представити као елементарне аритметичке операције. Ако је x број који представља класу висине, његова транспозиција за n полустепена пише се Tn = x + n mod 12. Инверзија одговара рефлексији око неке фиксне тачке у простору класа висина. Ако је x класа висине, инверзија са индексним бројем n пише се In = n - x mod 12.

## Релација еквиваленције
„Да би релација у скупу S била релација еквиваленције [у алгебри], мора да задовољи три услова: мора бити рефлексивна ..., симетрична ..., и транзитивна ...”. „Заиста, неформални појам еквиваленције је увек био део теорије и анализе музике. Теорија скупова класа висина, међутим, придржавала се формалних дефиниција еквиваленције.”

## Транспозиционе и инверзионе класе скупова
За два транспозиционо повезана скупа каже се да припадају истој транспозиционој класи скупа (Tn). За два скупа повезана транспозицијом или инверзијом каже се да припадају истој транспозиционо/инверзионој класи скупа (инверзија се пише TnI или In). Скупови који припадају истој транспозиционој класи скупа звуче веома слично; док скупови који припадају истој транспозиционо/инверзионој класи скупа могу укључивати два акорда истог типа, али у различитим тоналитетима, који би били мање слични по звуку, али ипак очигледно ограничена категорија. Због тога, теоретичари музике често сматрају класе скупова основним објектима од музичког интереса.
Постоје две главне конвенције за именовање класа скупова једнаке темперације. Једна, позната као Фортеов број, потиче од Алена Фортеа, чије дело Структура атоналне музике (1973) представља један од првих радова у теорији музичких скупова. Форте је свакој класи скупа доделио број облика c–d, где c означава кардиналност скупа, а d је редни број. Тако хроматски трикорд {0, 1, 2} припада класи скупа 3–1, што указује да је то прва класа скупа са три ноте на Фортеовој листи. Прекомерни трикорд {0, 4, 8} добија ознаку 3–12, што је случајно последњи трикорд на Фортеовој листи.
Главне критике Фортеове номенклатуре су: (1) Фортеове ознаке су произвољне и тешке за памћење, и у пракси је често лакше једноставно навести елемент класе скупа; (2) Фортеов систем претпоставља једнаку темперацију и не може се лако проширити да укључи дијатонске скупове, скупове висина (за разлику од скупова класа висина), мултискупове или скупове у другим системима штимовања; (3) Фортеов оригинални систем сматра инверзионо повезане скупове да припадају истој класи скупа. То значи да се, на пример, дурски и молски тризвук сматрају истим скупом.
Западна тонална музика вековима је сматрала дур и мол, као и обртаје акорда, значајно различитим. Они заиста генеришу потпуно различите физичке објекте. Игнорисање физичке реалности звука је очигледно ограничење атоналне теорије. Међутим, изнета је одбрана да теорија није створена да попуни вакуум у којем постојеће теорије нису адекватно објашњавале тоналну музику. Уместо тога, Фортеова теорија се користи за објашњење атоналне музике, где је композитор измислио систем у којем разлика између {0, 4, 7} (који се у тоналној теорији назива „дур”) и његове инверзије {0, 3, 7} (која се у тоналној теорији назива „мол”) можда није релевантна.
Други систем нотације означава скупове у терминима њихове нормалне форме, која зависи од концепта нормалног поретка. Да би се скуп ставио у нормални поредак, уредите га као узлазну лествицу у простору класа висина која обухвата мање од октаве. Затим га циклично пермутујте док његове прва и последња нота не буду што ближе једна другој. У случају нерешеног резултата, минимизирајте растојање између прве и претпоследње ноте. (У случају нерешеног резултата овде, минимизирајте растојање између прве и ноте пре претпоследње, и тако даље.) Тако је {0, 7, 4} у нормалном поретку {0, 4, 7}, док је {0, 2, 10} у нормалном поретку {10, 0, 2}. Да бисте скуп ставили у нормалну форму, почните тако што ћете га ставити у нормални поредак, а затим га транспонујте тако да његова прва класа висине буде 0.
Пошто транспозиционо повезани скупови деле исту нормалну форму, нормалне форме се могу користити за означавање Tn класа скупова.
Да би се идентификовала Tn/In класа скупа:
- Идентификујте Tn класу скупа.
- Инвертујте скуп и пронађите Tn класу скупа инверзије.
- Упоредите ове две нормалне форме да бисте видели која је „најкомпактнија улево”.

Резултујући скуп означава почетну Tn/In класу скупа.

## Симетрије
Број различитих операција у систему које пресликавају скуп у самог себе је степен симетрије скупа. Степен симетрије „специфицира број операција које чувају неуређене скупове класа висина једне партиције; он говори о мери у којој се скупови класа висина те партиције пресликавају у (или на) једни друге под транспозицијом или инверзијом”. Сваки скуп има барем једну симетрију, јер се пресликава на самог себе под операцијом идентитета T0. Транспозиционо симетрични скупови се пресликавају на себе за Tn где n није једнако 0 (mod 12). Инверзионо симетрични скупови се пресликавају на себе под TnI. За било који дати тип Tn/TnI, сви скупови имају исти степен симетрије. Број различитих скупова у једном типу је 24 (укупан број операција, транспозиција и инверзија, за n = 0 до 11) подељен степеном симетрије типа Tn/TnI.
Транспозиционо симетрични скупови или деле октаву равномерно, или се могу написати као унија скупова једнаке величине који сами деле октаву равномерно. Инверзионо симетрични акорди су инваријантни под рефлексијама у простору класа висина. То значи да се акорди могу циклично уредити тако да је низ интервала између узастопних нота исти читајући унапред или уназад. На пример, у цикличном поретку (0, 1, 2, 7), интервал између прве и друге ноте је 1, интервал између друге и треће ноте је 1, интервал између треће и четврте ноте је 5, а интервал између четврте и прве ноте је 5.
Добија се исти низ ако се почне од трећег елемента низа и креће уназад: интервал између трећег и другог елемента је 1; интервал између другог и првог елемента је 1; интервал између првог и четвртог елемента је 5; и интервал између последњег и трећег елемента је 5. Симетрија се стога налази између T0 и T2I, и постоји 12 скупова у класи еквиваленције Tn/TnI.